# 노회찬6411
노회찬6411은 한국에서 제작된 민환기 감독의 2021년 다큐멘터리 영화이다. 노회찬 등이 주연으로 출연하였다. 대한민국에서 2021년 10월 14일 개봉 예정이다. 제22회 전주국제영화제 전주시네마프로젝트 선정작품이다.